# Pape-Philippe Amagou
Pape-Philippe Amagou, né le 27 février 1985 à Maisons-Laffitte (France), est un joueur franco-ivoirien de basket-ball. Il  évolue au poste de meneur ou de deuxième arrière.

## Biographie
Pape-Philippe Amagou est formé au Mans et débute en équipe première en 2001.
En 2006, il devient champion de France avec son club formateur qu'il quitte en 2007 pour rejoindre les rangs du SLUC Nancy. Il y remporte un deuxième titre de champion de France puis quitte le club sur ce succès pour s'engager alors avec le club grec du Panorama Kavala.
Au bout d'une saison, il rentre en France pour porter les couleurs de Roanne. Avec la Chorale il ne remporte aucun titre mais collectionne les places d'honneurs : demi-finaliste de la Semaine de As en 2009 et 2010 ainsi qu'une demi-finale de l'Euro Challenge en 2010.
En août 2011, il quitte la Chorale et signe un contrat d'une année avec Nancy.
Le 15 juillet 2015, il retourne au Mans. Il signe un contrat de deux ans et une année optionnelle après avoir refusé les offres du MSB en 2012 et 2014. En 2018, il devient Champion de France avec le MSB, son 4ème trophée en 4 finales jouées.
Le 8 septembre 2018, il annonce mettre un terme à sa carrière sportive.
Il a depuis embrassé une carrière de consultant chez Cap Gemini Invent, ainsi qu'une carrière de consultant sportif pour France Télévision
.

## Clubs successifs
- 0000 - 2001 :  Espoirs Le Mans Sarthe Basket (cadets et espoirs)
- 2001 - 2007 :  Le Mans Sarthe Basket (Pro A)
- 2007 - 2008 :  Stade Lorrain Université Club Nancy Basket (Pro A)
- 2008 - 2009 :  Kavala BC (ESAKE)
- 2009 - 2011 :  Chorale Roanne Basket (Pro A)
- 2011 - 2012 :  Stade Lorrain Université Club Nancy Basket (Pro A)
- 2012 - 2014 :  Chorale Roanne Basket (Pro A)
- 2014 - 2015 :  Limoges Cercle Saint-Pierre (Pro A)
- 2015 - 2018 :  Le Mans Sarthe Basket (Pro A)

## Sélection nationale
- International : 
  - France A en 2004
  - Côte d'Ivoire depuis 2008
  - Participation au championnat du monde 2010 en Turquie avec la sélection Ivoirienne

- Championnat d'Europe
  - Participation au Championnat d'Europe des 20 ans et moins en 2005 en Russie
  - Participation au Championnat d'Europe des 18 ans et moins en 2002 en Allemagne
  - Participation au Championnat d'Europe des 16 ans et moins en 2001 en Lettonie

## Palmarès
- Coupe de France : 2004 et 2016
- Semaine des As : 2006
- Champion de France : 2006, 2008, 2015 et 2018
- Finaliste du championnat d'Afrique 2009